# Glyptothorax fokiensis
Glyptothorax fokiensis är en fiskart som först beskrevs av Hialmar Rendahl 1925.  Glyptothorax fokiensis ingår i släktet Glyptothorax och familjen Sisoridae. IUCN kategoriserar arten globalt som livskraftig. Inga underarter finns listade i Catalogue of Life.